# Albatros D.XI
Albatros D.XI là một loại máy bay tiêm kích hai tầng cánh của Đức, bay lần đầu năm 1918.

## Tính năng kỹ chiến thuật (D.XI)
Đặc điểm tổng quát
- Kíp lái: 1
- Chiều dài: 5,58 m (18 ft 4 in)
- Sải cánh: 8,00 m (26 ft 3 in)
- Diện tích cánh: 18,5 m2 (199 ft2)
- Trọng lượng rỗng: 494 kg (1.089 lb)
- Trọng lượng có tải: 723 kg (1.594 lb)
- Powerplant: 1 × Siemens-Halske Sh.III, 120 kW (160 hp)

Hiệu suất bay
- Vận tốc cực đại: 190 km/h (120 mph)

Vũ khí trang bị
- 2 × súng máy LMG 08/15 7,92 mm (.312 in)